# Tom Vilsack
Tom Vilsack (ur. 12 grudnia 1950 w Pittsburgh) – amerykański polityk, w latach 2009–2017 i 2021–2025 sekretarz rolnictwa Stanów Zjednoczonych w gabinecie Baracka Obamy oraz w gabinecie Joego Bidena.

## Życiorys
W latach 1999–2007 był gubernatorem Iowa. 17 grudnia 2008 Barack Obama mianował go na stanowisko sekretarza rolnictwa Stanów Zjednoczonych. Uroczyste zaprzysiężenie nastąpiło 20 stycznia 2009 w dniu zaprzysiężenia Baracka Obamy na prezydenta oraz kiedy Senat Stanów Zjednoczonych zatwierdził jego nominację. 13 stycznia 2017 zakończył swoją funkcję sekretarza rolnictwa i do czasu powołania nowego sekretarza funkcję objął jego zastępca, Michael Scuse.
10 grudnia 2020 Joe Biden nominował go na sekretarza rolnictwa Stanów Zjednoczonych. 23 lutego 2021 Senat Stanów Zjednoczonych stosunkiem głosów 92–7 zatwierdził jego nominację na to stanowisko.